# 喬巴努鄉
44°44′0″N 27°58′0″E / 44.73333°N 27.96667°E
喬巴努鄉（羅馬尼亞語：Comuna Ciobanu, Constanța），是羅馬尼亞的鄉份，位於該國西南部，由康斯坦察縣負責管轄，面積92平方公里，海拔高度26米，2007年人口3,479，人口密度每平方公里38人。